# Province de Phibunsongkhram
La province de Phibunsongkhram (thaï : พิบูลสงคราม) est une ancienne province de Thaïlande qui existait entre 1941 et 1946. Elle a été créée à la suite de l'annexion du territoire cambodgien par la Thaïlande à la suite de la guerre franco-thaïlandaise de 1940-41. Cette province a été nommée d'après Plaek Phibunsongkhram, premier ministre de la Thaïlande à l'époque. La province a été dissoute et redonnée à la France en 1946.

## Histoire
La province a été formée en 1941 après la cession de la France des provinces de Siem Reap (à l'exclusion de la ville de Siem Reap et des ruines d'Angkor Wat), d'Oddar Meanchey et de Banteay Meanchey à la Thaïlande à la suite de la guerre franco-thaïlandaise. La province a été dissoute en 1946 et redonnée à la France après que le gouvernement français d'après-guerre eut menacé de mettre son veto à l'entrée de la Thaïlande à l'ONU.

## Divisions administratives
Phibunsongkhram était divisé en six districts (amphoe) :
|   | Nom              | thaïlandais  | correspondant cambodgien |
| - | ---------------- | ------------ | ------------------------ |
| 1 | Phairirayodet    | ไพรี ระย่อ เดช | District de Puok         |
| 2 | Kalantha Buri    | กลันท บุรี      | District de Kralanh      |
| 3 | Phrom Khan       | พรหม ขันธ์     | Chong Kal                |
| 4 | Kriangsakphichit | เกรียงศักดิ์ พิชิต | District de Samraong     |
| 5 | Wari Saen        | วารี แสน      | District de Varin        |
| 6 | Chom Krasan      | จอม กระสานติ์  | District de Choam Khsant |